# Phloeoborus rudis
Phloeoborus rudis is een keversoort uit de familie snuitkevers (Curculionidae). De wetenschappelijke naam van de soort werd in 1936 gepubliceerd door Wilhelm Ferdinand Erichson.